# Cidades da Planície (romance)
Cidades da Planície é o último volume da "Trilogia da Fronteira" do romancista americano Cormac McCarthy, publicado em 1998. O título é uma referência a destruição de Sodoma e Gomorra, narrada no livro Gênesis.

## Enredo
A história começa em outubro de 1952 com John Grady Cole (o protagonista de Todos os Belos Cavalos) e Billy Parham (o protagonista de A Travessia ) trabalham juntos em uma fazenda de gado ao sul de Alamogordo, Novo México, não muito longe das cidades fronteiriças de El Paso, Texas, e Ciudad Juárez, no estado de Chihuahua, México. Os donos do rancho são gentis, mas enfrentam um futuro incerto em uma indústria em decadência. Recentemente, devastadas pela seca, fazendas de gado ao redor de El Paso estão com dificuldades e podem ser reivindicadas pelo Departamento de Defesa, por meio de desapropriação, para se tornarem áreas militares. Embora os rancheiros mal consigam sobreviver, John Grady e Billy amam a vida em campo aberto, e John Grady – como detalhado em Todos os Belos Cavalos – é um mestre no treinamento de cavalos. Billy é um excelente rastreador.
Durante uma visita a um bordel em Juárez, John Grady se apaixona por uma jovem prostituta epilética, Magdalena. O casal planeja se casar e morar nos Estados Unidos, e John Grady reforma uma cabana abandonada, transformando-a em um lar. Mas o bordel de Magdalena é comandado por Eduardo, um adversário formidável também apaixonado pela jovem. Billy tenta dissuadir John Grady, mas se sente obrigado a ajudar o casal.
No dia da fuga planejada, Magdalena foge do bordel para encontrar John Grady em uma travessia do Rio Grande, mas Eduardo toma conhecimento do plano antes que Magdalena pudesse ter sucesso. Seu subordinado, Tiburcio, assassina Magdalena cortando sua garganta. Depois que John Grady encontra o corpo dela no necrotério, ele enfrenta Eduardo em uma luta de facas . Embora John Grady mate Eduardo, ele é mortalmente ferido na luta. Ele sobrevive o suficiente para contatar Billy, que corre para confortar John Grady antes de sua morte.
Após a morte de Grady, um pequeno epílogo detalha, em poucas páginas, as próximas décadas da vida de Billy. Depois de vagar pelo sudoeste por muitos anos, trabalhando em fazendas e morando em hotéis, Billy, sem-teto, se abriga sob uma passagem subterrânea na rodovia. Lá, ele conhece um homem misterioso que lhe conta sobre um sonho complicado. Embora o homem negue, Billy suspeita que ele seja a Morte . No entanto, Billy sobrevive ao encontro com o homem e encontra abrigo e uma nova vida com uma família que o acolhe.